# Студенец (Черниговская область)
Студенец (укр. Студенець) — село,
Моложавский сельский совет,
Городнянский район,
Черниговская область,
Украина.
Код КОАТУУ — 7421486409. Население по переписи 2001 года составляло 7 человек .

## Географическое положение
Село Студенец находится на правом берегу реки Смяч,
ниже по течению на расстоянии в 4 км расположено село Гнездище,
на противоположном берегу — село Травневое.
На расстоянии в 1,5 км расположено село Лютеж.
Село окружено большим лесным массивам.